# En enda stor familj
En enda stor familj är ett studioalbum från 2005 av det svenska dansbandet Chiquita. 

## Låtlista
1. Det finns ingen som jag älskar så (Text & musik: Calle Kindbom)
2. Something Stupid (Text & musik: Carson Sparks)
3. Sagt och gjort (Ett, Tu, Tre) (Musik: Joakim Andersen Text: Ulf Georgsson)
4. Ge mej en andra chans (Musik: Kent Liljefjäll Text: Calle Kindbom-Carl Lösnitz)
5. Your Sixteen (Text & Musik: Rickard & Robert Sherman)
6. Blommiga Maj (Baby my love) (Text & musik: Massimo Parretti & Mario D Alessandro Sv.Text: Danne Stråhed-Monica Forsberg-Bob Hansson)
7. Jag kommer hem (Text & Musik: Kent Liljefjäll-Claes Linder-Roberto Mårdstam)
8. En enda stor familj (Text & musik: Tomas Edström)
9. Du sprider solsken (Text & musik: Keith Almgren Musik: Patrik Lindqvist)
10. Just listen to My Heart (F. Ifield)
11. Bonnie Bee / Be my guest (Charles Anderwood)
12. Då föll en stjärna (Text: Roland Jansson Musik: Robert Muhrer)
13. Smile (Musik: Chales Chaplin Text: Geoffrey Parsons-John Turner)
14. Du måste förstå (Text & musik: Gösta Algeskog)
15. Längst bak i min buss (Text & musik: Peter Danielsson)